# مارتا مارسی می مارلین
مارتا مارسی می‌مارلین (به انگلیسی: Martha Marcy May Marlene) فیلمی درام - مهیج محصول سال ۲۰۱۱ میلادی آمریکا، به نویسندگی و کارگردانی شان درکین است.
داستان فیلم در مورد دختری جوان مبتلا به توهم و پارانویا است که مدتی جزو یکی از فرقه‌های ساکن در کوه‌های کت‌اسکیل بوده‌است.